# Jonesville (Carolina del Nord)
Jonesville és una població dels Estats Units a l'estat de Carolina del Nord. Segons el cens del 2000 tenia 1.464 habitants.

## Demografia
Segons el cens del 2000, Jonesville tenia 1.464 habitants, 668 habitatges i 416 famílies. La densitat de població era de 300,7 habitants per km².
Dels 668 habitatges en un 25,7% hi vivien nens de menys de 18 anys, en un 42,1% hi vivien parelles casades, en un 17,4% dones solteres, i en un 37,6% no eren unitats familiars. En el 34,7% dels habitatges hi vivien persones soles el 16% de les quals corresponia a persones de 65 anys o més que vivien soles. El nombre mitjà de persones vivint en cada habitatge era de 2,19 i el nombre mitjà de persones que vivien en cada família era de 2,8.
Per edats la població es repartia de la següent manera: un 22,4% tenia menys de 18 anys, un 8% entre 18 i 24, un 27% entre 25 i 44, un 23,4% de 45 a 60 i un 19,2% 65 anys o més.
L'edat mediana era de 40 anys. Per cada 100 dones de 18 o més anys hi havia 76,7 homes.
La renda mediana per habitatge era de 25.543 $ i la renda mediana per família de 31.400 $. Els homes tenien una renda mediana de 26.200 $ mentre que les dones 20.242 $. La renda per capita de la població era de 16.528 $. Entorn del 14,7% de les famílies i el 17,4% de la població estaven per davall del llindar de pobresa.

## Poblacions més properes
El següent diagrama mostra les poblacions més properes.